# Tarcísio Meira

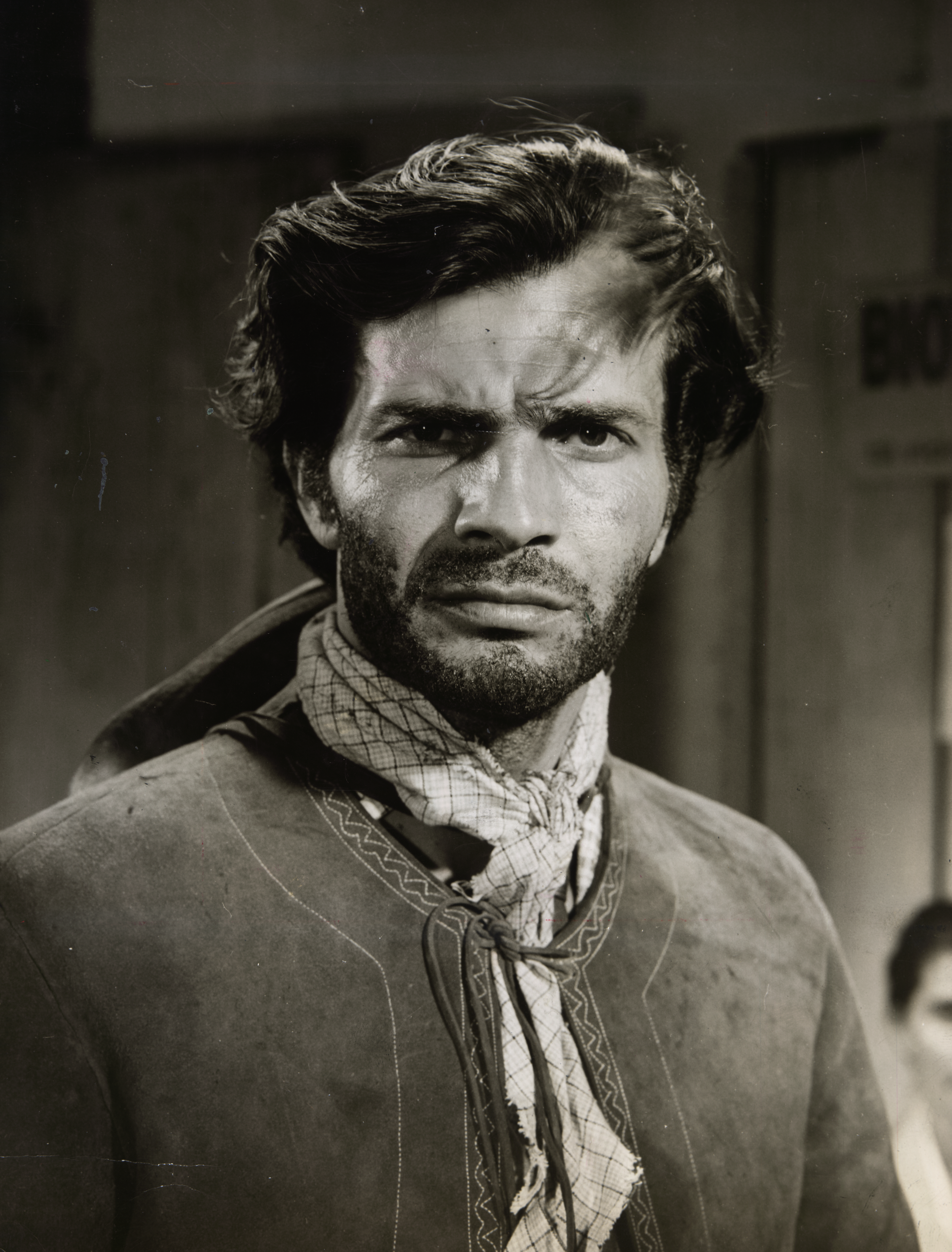
Tarcísio Meira (1970)

Tarcísio Meira (* 5. Oktober 1935 in São Paulo, Brasilien; eigentlich Tarcísio de Magalhães Sobrinho; † 12. August 2021 ebenda) war ein brasilianischer Schauspieler.

## Leben
Der Abkömmling der seit dem frühen 18. Jahrhundert in Brasilien ansässigen portugiesischstämmigen Grundbesitzerfamilie de Magalhães strebte eine Karriere als Diplomat an, widmete sich nach Ablehnung durch das Rio Branco-Institut dann ganz dem Schauspielerberuf, für den er als Künstlernamen den Geburtsnamen seiner Mutter, Meira, wählte. Von 1957 an stand er regelmäßig auf der Theaterbühne. Seine erste Fernsehrolle hatte er 1961 in der Telenovela Maria Antonieta, sein erster Auftritt in einem Spielfilm war 1963 in Casinha Pequenina. Ebenfalls 1963 spielte Meira eine Hauptrolle in der ersten täglich ausgestrahlten Telenovela 2–5499 Ocupado. Seit 1962 ist Tarcísio Meira mit der Schauspielerin Glória Menezes verheiratet. Ihr gemeinsamer Sohn (* 1964) wurde unter dem Namen Tarcísio Filho („Tarcísio Sohn“) ebenfalls ein bekannter Schauspieler. 1968 wurden Tarcísio Meira und Glória Menezes vom Fernsehnetzwerk Rede Globo als feste Ensemblemitglieder für Telenovelas unter Vertrag genommen. Ihre erste bei Rede Globo produzierte Novela Sangue e Areia (1968), nach Vicente Blasco Ibáñez’ Roman Blutige Arena, der bereits mehrmals verfilmt worden war (z. B. König der Toreros 1941), erlebte einen großen Publikumserfolg. Danach wurden Meira und Menenez auch vor der Kamera häufig als Ehe- oder Liebespaar eingesetzt. In den 1980er-Jahren trat Meira vermehrt in Spielfilmen und Fernseh-Miniserien auf, blieb jedoch stets auch der Telenovela und dem Theater treu.
Durch seine Mitwirkung in ca. 60 Fernsehproduktionen (Telenovelas, Miniserien, Fernsehfilme), über 20 Spielfilmen und mehr als 30 Theaterstücken gilt Tarcísio Meira als einer der meistbeschäftigten und populärsten brasilianischen Schauspieler seiner Zeit.

## Krankheit und Tod
Meira erkrankte während der COVID-19-Pandemie an SARS-CoV-2 und wurde am 6. August 2021 gemeinsam mit seiner ebenfalls erkrankten Frau, der Schauspielerin Glória Menezes (* 1934), in das Albert-Einstein-Hospital im Süden São Paulos eingeliefert. Hier starb er am Morgen des 12. August 2021 im Alter von 85 Jahren.

## Filmografie

### Telenovelas (Auswahl)
- 1961: Maria Antonieta
- 1963: 2–5499 Ocupado
- 1964: Ambição
- 1965: A Deusa Vencida
- 1966: Almas de Pedra
- 1968: Sangue e Areia
- 1970: Irmãos Coragem
- 1973: O Semideus
- 1975: Escalada
- 1977: Espelho Mágico
- 1979: Os Gigantes
- 1983: Guerra dos Sexos
- 1986: Roda de Fogo
- 1990–91: Araponga
- 1994: Pátria Minha
- 1998: Torre de Babel
- 2002: O Beijo do Vampiro
- 2004: Senhora do Destino
- 2006–07: Páginas da Vida
- 2008–09: A Favorita
- 2011: Insensato Coração

### Sonstige Fernsehproduktionen (Auswahl)
- 1971: A Pérola (Fernsehfilm)
- 1972: Meu Primeiro Baile (Fernsehfilm)
- 1973: Praias Desertas (Fernsehfilm)
- 1984: Meu Destino é Pecar (Miniserie)
- 1985: O Tempo e o Vento (Miniserie)
- 1985: Grande Sertão – Veredas (Miniserie)
- 1988: Tarcísio & Glória (Serie)
- 1990: Desejo (Miniserie)
- 2000: A Muralha (Miniserie)
- 2004: Um Só Coração (Miniserie)

### Spielfilme (Auswahl)
- 1963: Casinha Pequenina
- 1967: A Desforra
- 1969: Máscara da Traição
- 1972: Independência ou Morte
- 1979: República dos Assassinos
- 1980: Das Alter der Erde (A Idade da Terra)
- 1981: Eu Te Amo
- 1982: Amor Estranho Amor
- 1987: Eu
- 1990: Boca de Ouro
- 1994: Boca